# Equitazione ai Giochi della X Olimpiade - Salto ostacoli individuale
La competizione del Salto ostacoli individuale di equitazione dai Giochi della X Olimpiade si è svolta il giorno 14 agosto al  Rose Bowl di Pasadena.

## Classifica finale
| Pos. | Binomio            | Binomio      | Nazione     | Penalità Salti             | Tempo                      | Penalità Tempo             | Penalità Totale            |
| Pos. | Cavaliere          | Cavallo      | Nazione     | Penalità Salti             | Tempo                      | Penalità Tempo             | Penalità Totale            |
| ---- | ------------------ | ------------ | ----------- | -------------------------- | -------------------------- | -------------------------- | -------------------------- |
| 1    | Takeichi Nishi     | Uranus       | Giappone    | 7                          | 2'42'2                     | 1                          | 8                          |
| 2    | Harry Chamberlin   | Show Girl    | Stati Uniti | 12                         | 2'38"2                     | 0                          | 12                         |
| 3    | Clarence von Rosen | Empire       | Svezia      | 16                         | 2'19"2                     | 0                          | 16                         |
| 4    | William Bradford   | Joe Aleshire | Stati Uniti | 24                         | 2'26"4                     | 0                          | 24                         |
| 5    | Ernst Hallberg     | Kornett      | Svezia      | 37                         | 3'31"6                     | 13,5                       | 50,5                       |
| -    | John W. Wofford    | Babe Wartham | Stati Uniti | Eliminato all'11° ostacolo | Eliminato all'11° ostacolo | Eliminato all'11° ostacolo | Eliminato all'11° ostacolo |
| -    | Yasushi Imamura    | Sonny Boy    | Giappone    | Eliminato al 10° ostacolo  | Eliminato al 10° ostacolo  | Eliminato al 10° ostacolo  | Eliminato al 10° ostacolo  |
| -    | Arne Francke       | Urfé         | Svezia      | Eliminato al 10° ostacolo  | Eliminato al 10° ostacolo  | Eliminato al 10° ostacolo  | Eliminato al 10° ostacolo  |
| -    | Procopio Ortíz     | Pinello      | Messico     | Eliminato all'8° ostacolo  | Eliminato all'8° ostacolo  | Eliminato all'8° ostacolo  | Eliminato all'8° ostacolo  |
| -    | Andrés Bocanegra   | El As        | Messico     | Eliminato al 5° ostacolo   | Eliminato al 5° ostacolo   | Eliminato al 5° ostacolo   | Eliminato al 5° ostacolo   |
| -    | Carlos Mejia       | Kanguro      | Messico     | Eliminato al 2° ostacolo   | Eliminato al 2° ostacolo   | Eliminato al 2° ostacolo   | Eliminato al 2° ostacolo   |